# St. Jakobus (Germersheim)
Die Kirche St. Jakobus in Germersheim ist eines der letzten noch erhaltenen gotischen Kirchengebäude in der Pfalz. Sie ist heute Sitz der gleichnamigen Pfarrgemeinde sowie Pfarrkirche der Pfarrei Seliger Paul Josef Nardini und steht unter Denkmalschutz.

## Geschichte

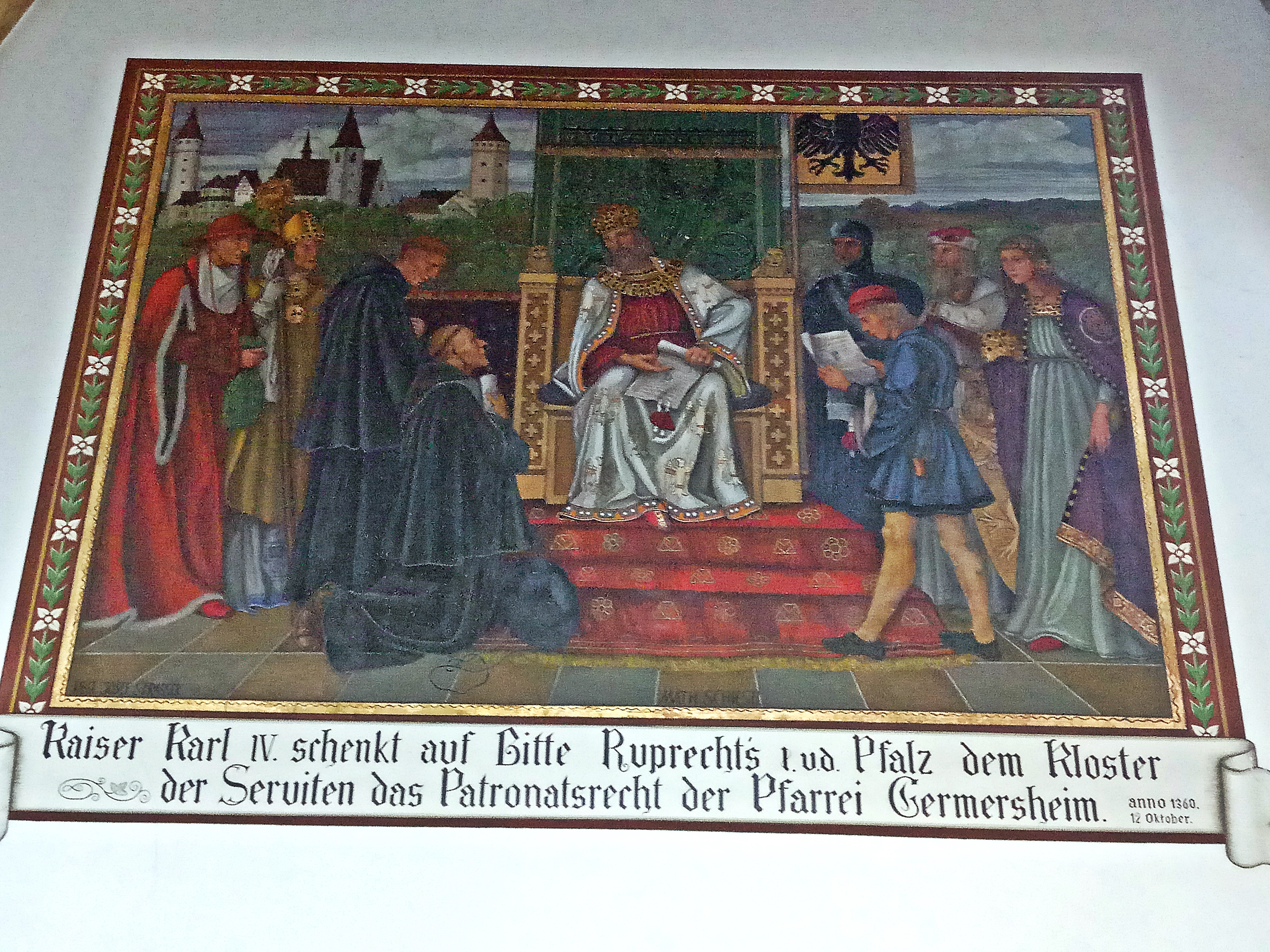
Übergabe des Patronatsrechtes der Kirche an die Serviten, 1360. Gemälde von Matthäus Schiestl im Chor

Zum ersten Mal wurde eine Burgkapelle 1280 erwähnt. Zwischen 1286/87 und 1291 gründete der Servitenorden hier ein Kloster. Am 12. Dezember 1474 erhielt Kurfürst Friedrich der Siegreiche vom Speyerer Bischof die Erlaubnis, in Germersheim dem Gottesdienst beizuwohnen. 1487 wurde in der Kirche der Germersheimer Amtmann Keckhans von Gemmingen beigesetzt, 1479 war auch bereits seine Frau Brigitta von Neuenstein dort bestattet worden.
Das Servitenkloster wurde 1527 in ein weltliches Chorherrenstift umgewandelt. Aufgrund der Einführung der Reformation wurde das Chorherrenstift im Jahre 1556 aufgegeben. Danach kam es zu mehreren Benutzerwechseln: bis 1563 die Lutheraner, bis 1577 die Reformierten, bis 1583 wieder die Lutheraner, wieder gefolgt von den Reformierten. 1680 erhielten die Katholiken wieder Mitbenutzungsrecht, 1697 wurden sie zum alleinigen Gebrauch autorisiert. Schon zwei Jahre später gründete man erneut ein Kloster, diesmal durch die Franziskaner, welche 1793 von den französischen Revolutionstruppen vertrieben wurden. Heute ist die Kirche Sitz des Dekanats Germersheim des Bistums Speyer und der Pfarrgemeinde Sankt Jakobus Germersheim.

## Der Bau

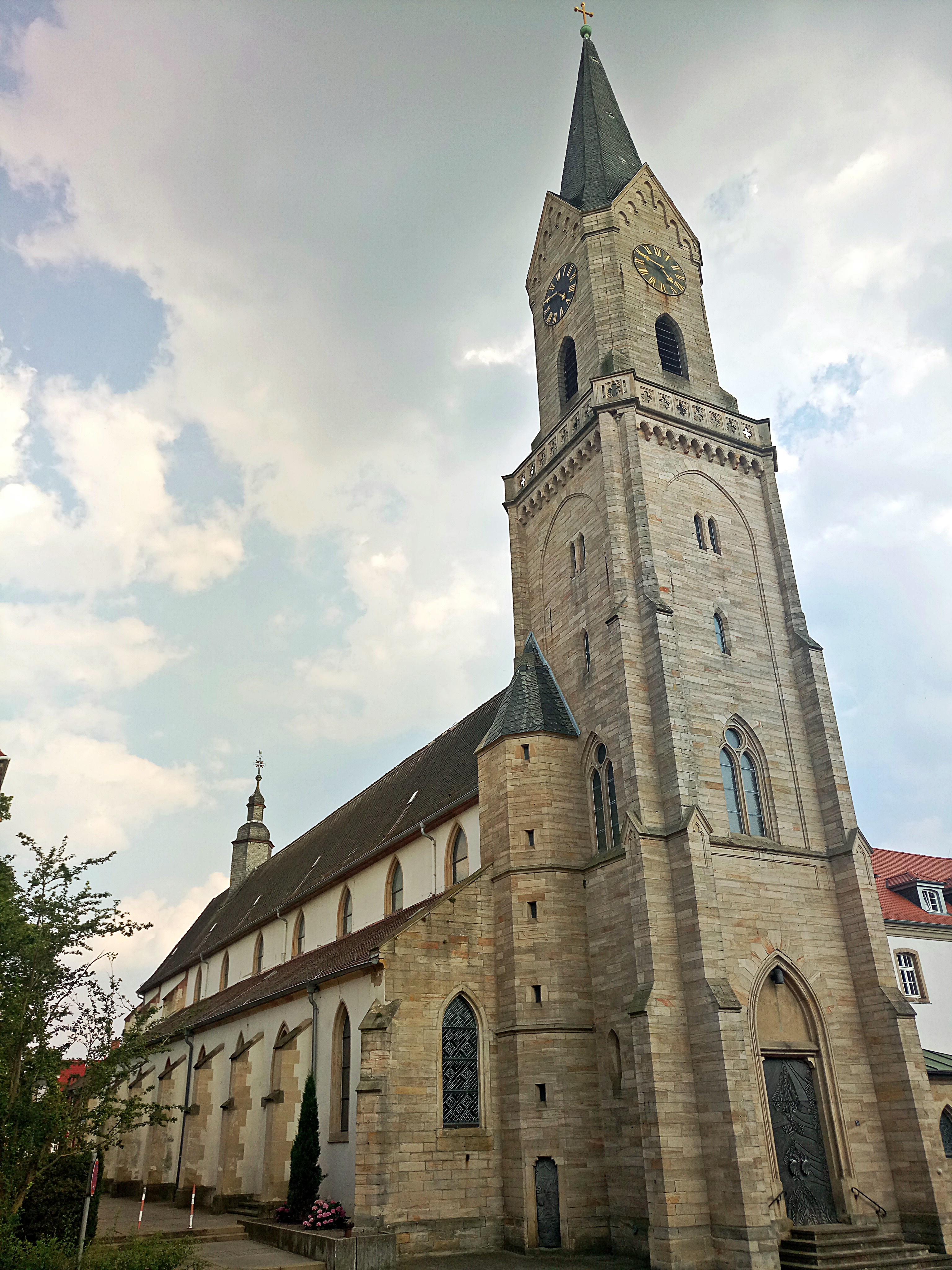
Die Kirche von Westen

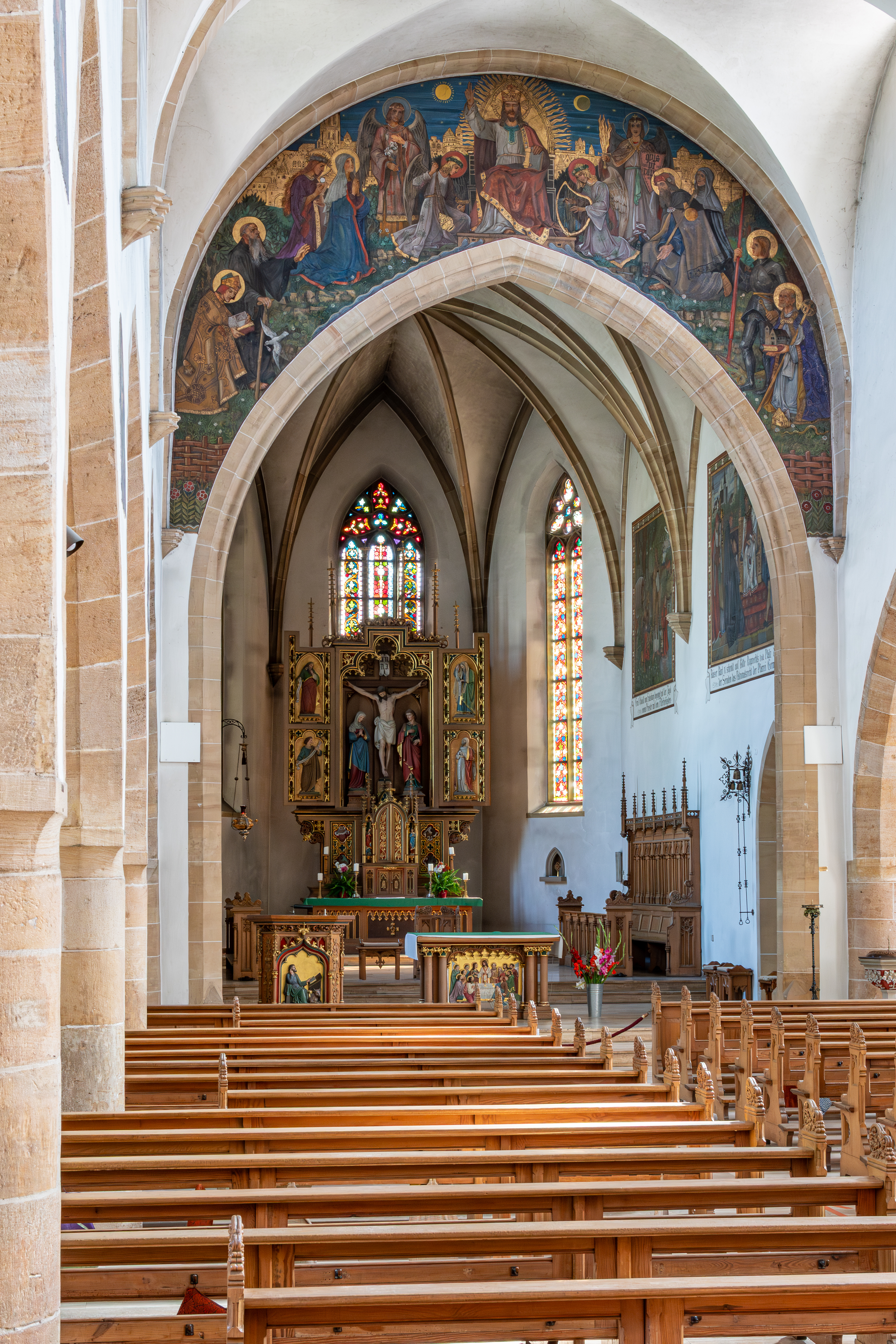
Innenaufnahme Chorbereich

Die Kirche wurde im Baustil einer dreischiffigen gotischen Basilika erbaut, der Chor mit bunt verglasten, zweigeteilten, für die Gotik typischen Spitzbogenfenstern liegt im Mittelschiff. Es kann, aufgrund der Tatsache, dass eine ähnliche Bauweise bereits um 1300 in Kusel vorkommt, auf 1325/30 datiert werden. Die Ausrichtung des Gebäudes wurde beim Kirchenneubau Ende des 17. Jahrhunderts verändert, wodurch das Mittelschiff wohl eine etwas andere Position als zuvor einnimmt. Direkt an das Hauptgebäude schließen Verbindungsgänge zu den Gebäuden des Pfarramtes und -heimes an; diese waren früher die Gebäude des Ordens. In dem dadurch gebildeten Innenhof befinden sich zum einen ein heute nicht mehr genutzter Brunnen als auch der Grabstein/Grabkreuz eines Germersheimer Pfarrers aus dem 19. Jahrhundert. Der etwa fünfzig Meter hohe Turm hat eine begehbare Galerie, die etwa knapp unter den Glockenschlitzen der Kirchturmuhr liegt, und von der aus schon mehrfach von der Stadtkapelle zu Silvester Neujahr geblasen wurde. Der Dachreiter wird von einem Wetterhahn bekrönt.

### Krypta
Die Krypta der Kirche wurde 1977 bei Renovierungsarbeiten wiederentdeckt. Sie liegt unter dem Mittelschiff. In ihrer Wand sind Sargnischen, in denen früher die Mönche begraben wurden. Heute sind ihre Gräber unter den Fußboden „verlegt“ worden, es befinden sich lediglich noch vier Gedenktafeln an der Seite. Der in heutiger Zeit eingerichtete Altarraum der Krypta ist eingegrenzt mit Wänden, hinter denen sich rechts und links Hohlräume befinden; man weiß nicht, was dahinter ist. Nach vorne geht es zum heutigen Ein- und Ausgang, hinten ist der ehemalige Eingang, der heute zubetoniert ist und früher im vorderen Drittel des Mittelschiffs der Hauptkirche lag.

### Baugeschichte
Der Zeitpunkt des ersten Baus ist unbekannt, es ist jedoch zu vermuten, dass er in der ersten Hälfte des 14. Jahrhunderts liegt. In der Mitte des 15. Jahrhunderts wurde die Kirche wesentlich erweitert, vor allem wurde 1480 der Bau des Turmes gewährt. Im Holländischen Krieg wurde die Kirche 1674 fast vollständig zerstört, jedoch zwischen 1682 und 1697 von König Ludwig XIV. wieder neu errichtet. Eine Ausnahme bildete der Turm, der erst 1861 bis 1863 wieder vollständig aufgebaut wurde, auch wenn ein mehr schlecht als recht errichteter „Ersatzturm“ aus Holz bereits 1741 genannt wurde. Grundlegend renoviert wurde die Kirche zum letzten Mal 1976/77. Dabei wurde auch die verschollen geglaubte Krypta wiederentdeckt (Siehe dort).

### Ausstattung und -schmückung
Es befinden sich etwa vierzig Bänke in der Kirche, die in zwei Bankreihen angeordnet sind. Die hinteren stehen auf einer Stufe, sind also etwas höher gelegen. Der Halter für die Kerzen der Verstorbenen steht (vom Haupteingang aus gesehen) meistens ganz hinten im linken Mittelschiff. Der Altar steht in der Mitte des Chores. An den Wänden des Chores steht das Chorgestühl, das heute von den Ministrierenden benutzt wird. Über der rechten Chorwand befinden sich zwei 1899 von den Gebrüdern Schiestl angebrachte Wandmalereien mit entsprechender (Textura-)Beschriftung. Das rechte von Rudolf Schiestl geschaffene Bild zeigt die „Rudolf-von-Habsburg-und-der-Priester“-Legende, nach der Rudolf von Habsburg auf der Jagd einem Priester sein Pferd schenkt. Dies ist eine Anspielung darauf, dass Rudolf von Habsburg das Dorf Germersheim 1276 in den Rang einer Freien Reichsstadt erhob (Näheres findet sich im Stadtartikel). Links davon ein Bild von Matthäus Schiestl, auf dem Kaiser Karl IV. den sieben Urvätern des Servitenordens die Urkunde zur Benutzung der Germersheimer Kirche als Kloster überreicht. Rechts neben dem Tabernakel befindet sich ein Kreuz mit einer Reliquie des heiligen Jakobus des Älteren, dem Namenspatron der Kirche.
Aus dem Turm erklingt seit Beginn der 1950er-Jahre ein vierstimmiges Geläute bestehend aus drei Gussstahlglocken und einer historischen Bronzeglocke mit Schlagtonfolge cis1 - e1 - fis1 - gis1.

## Orgel

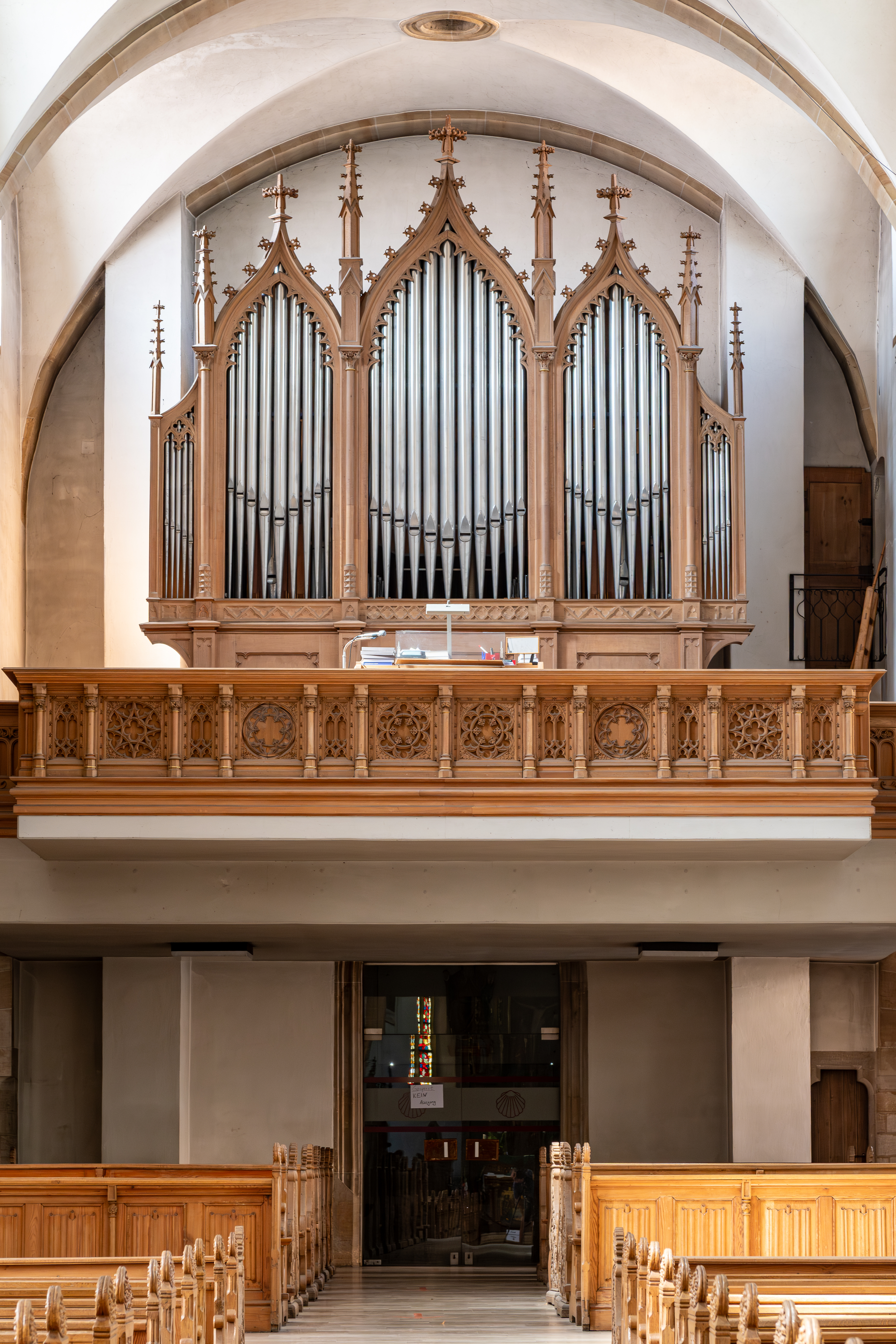
Blick auf die Orgelempore

Die Orgel der St.-Jakobus-Kirche wurde 1978 von Orgelbau Späth GmbH (Mengen-Ennetach) im Gehäuse der Vorgängerorgel mit mechanischer Spiel- und elektrischer Registertraktur gebaut. Die Vorgängerorgel wurde ursprünglich 1868 von Gustav Schlimbach (Speyer) erbaut. Im Jahr 1902 bauten bereits Gebr. Link (Giengen) ein neues Werk mit pneumatischen Trakturen in dem Gehäuse. Das heutige Instrument verfügt über 24 Register auf zwei Manualen und Pedal. Die Windladen sind als Schleifladen ausgeführt. Die Disposition lautet:
| I Hauptwerk C–g3 |       |
| Praestant        | 8′    |
| Rohrflöte        | 8′    |
| Oktave           | 4′    |
| Spitzflöte       | 4′    |
| Prinzipal        | 2′    |
| Mixtur IV–VI     | 1 ⁄3′ |
| Trompete         | 8′    |

| II Schwellwerk C–g3 |         |
| Koppelflöte         | 08′     |
| Salicional          | 08′     |
| Prinzipal           | 04′     |
| Spillpfeife         | 04′     |
| Nasat               | 02 ⁄3′  |
| Offenflöte          | 02′     |
| Terz                | 01 3⁄5′ |
| Oktävlein           | 01′     |
| Scharff IV          | 02⁄3′   |
| Dulcian             | 16′     |
| Oboe                | 08′     |
| Tremulant           |         |

| Pedal C–f1  |     |
| Untersatz   | 16′ |
| Prinzipal   | 08′ |
| Gedacktbass | 08′ |
| Choralbass  | 04′ |
| Basszink IV |     |
| Posaune     | 16′ |

- Koppeln: II/I, I/P, II/P
- Spielhilfen: 2  freie Kombinationen, Feste Kombination (Plenum), Zungen-Einzelabsteller

## Gemeinden
Zu der Pfarrei Seliger Paul Josef Nardini Germersheim gehören, neben der dieser Hauptkirche, noch folgende drei Teilgemeinden:
- Lingenfeld (St. Martin)
- Schwegenheim (St. Bartholomäus)
- Sondernheim (St. Johannes der Täufer)